# Tauró de Groenlàndia
El tauró de Groenlàndia (Somniosus microcephalus) és una espècie de tauró esqualiforme de la família dels dalàtids, un dels peixos més grossos, ja que pot assolir els 7 m de longitud.
La seua carn és lleugerament verinosa i pot causar embriaguesa extrema després d'haver estat ingerida. Tot i així, és considerat una delicadesa gastronòmica a Groenlàndia i Islàndia.